# Stojczo Kacarow
Stojczo Todorow Kacarow, bułg. Стойчо Тодоров Кацаров (ur. 6 czerwca 1964 w Dupnicy) – bułgarski polityk i lekarz, deputowany Zgromadzenia Narodowego, w 2021 minister zdrowia.

## Życiorys
Ukończył szkołę średnią w rodzinnym mieście, a w 1990 studia na uczelni przekształconej później w Uniwersytet Medyczny w Sofii. Podjął praktykę w zawodzie lekarza, specjalizował się w chorobach wewnętrznych i zarządzaniu w służbie zdrowia. W 2004 uzyskał magisterium z prawa na Południowo-Zachodnim Uniwersytecie im. Neofita Riłskiego. Został członkiem władz instytucji medycznych. Był także wykładowcą zarządzania w służbie zdrowia, konsultantem bułgarskiego ombudsmana i założycielem centrum ochrony praw pacjenta.
Zaangażował się w lokalną politykę, od 1995 do 1996 przewodniczył radzie miejskiej Dupnicy. W 1997 i 2001 uzyskiwał mandat posła do Zgromadzenia Narodowego 38. i 39. kadencji z ramienia koalicyjnych Zjednoczonych Sił Demokratycznych. Od 1997 do 1999 był gubernatorem obwodu sofijskiego, zaś od 1999 do 2001 – wiceministrem zdrowia. W 2004 przeszedł do Demokratów na rzecz Silnej Bułgarii, zasiadał w zarządzie partii. W maju 2021 powołany na urząd ministra zdrowia w przejściowym gabinecie Stefana Janewa. Pozostał na tym stanowisku w utworzonym we wrześniu 2021 drugim technicznym rządzie tego samego premiera. Pełnił tę funkcję do grudnia tegoż roku.
Żonaty, ma jedno dziecko.